# غامد (اسم)
غامد هو اسم علم مذكر من أصل عربي، ومعناه هو من يدخل السيف في غمده، فهو في الأصل حامل السيف المتوقف عن الحرب، الساتر المصلح المسالم.

## وصلات خارجية
- موسوعة السلطان قابوس لأسماء العرب نسخة محفوظة 5 أبريل 2019 على موقع واي باك مشين.